# Diprotodontia
Los diprotodontos (Diprotodontia) son un  orden de marsupiales australidelfios que, sin ser uno de los más ricos en cuanto a número de especies, sí que es uno de los más llamativos por la diversidad de las que lo integran. Desde los imponentes canguros (Macropus sp.) a los diminutos falangeros pigmeos (Cercartetus sp.) pasando por el koala (Phascolarctos cinereus), los cuscúes (Phalanger sp.) o los petauros (Petaurus sp.), la historia de los diprotodontos ha estado marcada por una extraordinaria capacidad de adaptación dando como resultado una diversidad morfológica como pocos otros grupos taxonómicos muestran.
El orden Diprodontia está compuesto por marsupiales con solo dos incisivos en la mandíbula.
Los diprotodontes, constituyen el orden más grande de marsupiales. Se pueden distinguir de otros metaterios porque son sindáctilos (los dígitos dos y tres de las patas traseras están completamente fusionados excepto por las garras) y diprotodontes (un solo par de incisivos domina la mandíbula inferior, aunque a veces hay un par adicional presente). La mayoría de los diprotodontes tienen tres pares de incisivos en la mandíbula superior, pero este número se reduce a un par en una familia, los wombats. Los diprotodontes carecen de caninos inferiores. Los caninos superiores están presentes, pero varían en forma desde bajos y lisos hasta tener muchas crestas curvas y afiladas (selenodonte o lophodonte).

## Características

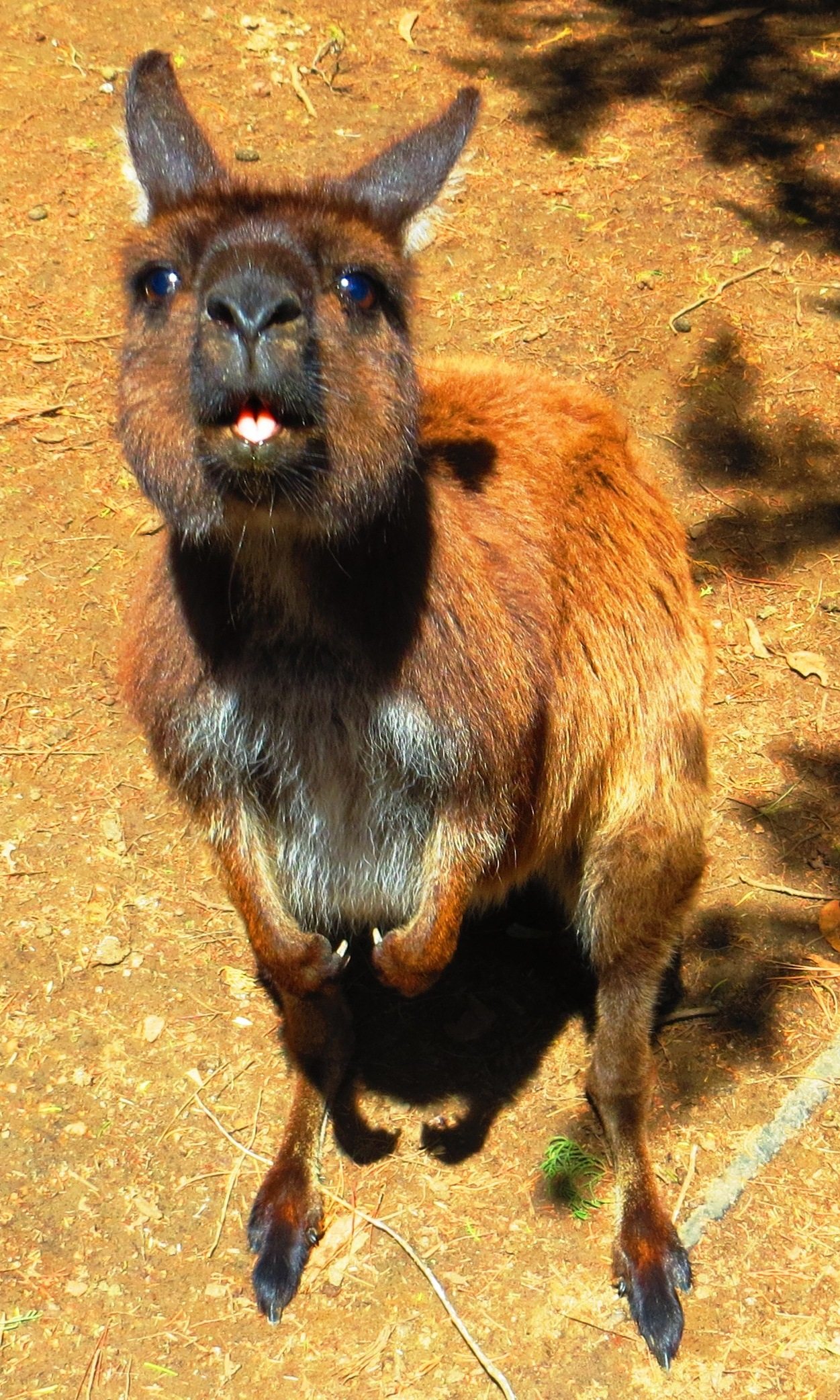
Los prominentes incisivos centrales de la mandíbulas característicos de los diprotodontes son evidentes en este Canguro gris occidental de la Isla del Canguro (Macropus fuliginosus fuliginosus)

Los diprotodontes vivos son casi todos herbívoros, como lo fueron la mayoría de los que ahora están Extintos. Se conocen algunos diprotodontes insectívoros y omnívoros, y los Potoridae son casi únicos entre los vertebrados por ser en gran medida fungívoros, pero parecen haber surgido como adaptaciones relativamente recientes del estilo de vida herbívoro dominante. Los extintos thylacoleonids ("leones marsupiales") son el único grupo conocido que ha mostrado ser carnívoro a gran escala.
Los diprotodontes están restringidos a Australasia. Los primeros fósiles conocidos datan de finales del Oligoceno, pero su génesis es ciertamente anterior, ya que existen grandes lagunas en el registro fósil de Australia, y prácticamente no hay registro fósil en absoluto en la geológicamente activa Nueva Guinea. La gran diversidad de diprotodontes conocidos del Oligoceno sugiere que el orden comenzó a divergir mucho antes.
Muchos de los diprotodontes más grandes y menos atléticos (junto con una amplia gama de otra megafauna australiana) se extinguieron cuando los humanos llegaron a Australia hace unos cincuenta mil años. Su extinción se produjo posiblemente como resultado directo de la caza, pero fue más probablemente el resultado de los cambios generalizados en el hábitat provocados por las actividades humanas, especialmente el uso del fuego.
Dos características anatómicas clave, en combinación, identifican a los Diprotodontia, si bien una de ellas es compartida además con Peramelemorphia. Los miembros del orden son, en primer lugar, "diprotodónticos" (que significa "dos dientes delanteros"): tienen un par de incisivos grandes y procumbentes en la mandíbula inferior, una característica común de muchos grupos primitivos de mamíferos y mamíferosiformes.  La mandíbula diprotodóntica es corta, normalmente con tres pares de incisivos superiores (wombats, como los roedoress solo tienen un par), y sin caninos inferiores. El segundo rasgo que distingue a los diprotodontes es la "sindactilia", una fusión del segundo y tercer dígito del pie hasta la base de las garras, que deja las garras separadas, dándoles a estas un extraño aspecto como de un dedo deforme con dos uñas. El dígito cinco suele estar ausente, y el dígito cuatro suele estar muy agrandado.
La sindactilia no es particularmente común (aunque los Marsupiales omnívoros australianos la comparten) y generalmente se postula como una adaptación para ayudar a trepar. Sin embargo, muchos diprotodontes modernos son estrictamente terrestres y han desarrollado otras adaptaciones en sus pies para adaptarse mejor a este estilo de vida. Esto hace que la historia de los canguros arborícolas sea especialmente complicada: parece que los animales eran arborícolas en algún momento del pasado lejano, y que después se trasladaron al suelo -obteniendo en el proceso unas largas patas parecidas a las de los canguros- antes de volver a los árboles, donde siguieron desarrollando un acortamiento y ensanchamiento de las patas traseras y un novedoso método de escalada.

## Hábitat
Los diprotodontes son nativos solo de Australia, Nueva Zelanda, Nueva Guinea y las islas circundantes. Se pueden encontrar en una amplia variedad de hábitats terrestres que son muy diferentes. Todo, desde pastizales hasta bosques e incluso en las montañas donde nieva la mayor parte del año. Muchos miembros de este orden han evolucionado para adaptarse a su hábitat específico. Un buen ejemplo de esto son los colgajos extra de piel que existen en los planeadores. Los planeadores tienden a vivir en áreas densamente boscosas, y estos colgajos de piel actúan como velas que les permiten "deslizarse" de árbol en árbol. Esto usa mucha menos energía que saltar o trepar a los árboles. Otro ejemplo interesante de este tipo de adaptación es la cola prensil que se observa en las zarigüeyas. Esta cola les permite colgarse fácilmente de los árboles.

## Dieta
Los diprotodontes siguen una dieta principalmente herbívora, aunque se sabe que algunas especies comen insectos para complementar su dieta. Algunos diprotodontes han desarrollado algunas adaptaciones interesantes que les permiten sobrevivir con una dieta de hojas y follaje que proporciona muy poco valor nutricional. Algunas especies han desarrollado un tracto digestivo más largo que les permite absorber la mayor cantidad posible de nutrientes de las hojas. Otros diprotodontes han desarrollado hábitos que reducen la cantidad de energía que necesitan. Por ejemplo, el koala dormirá más del 80% del día para conservar energía.

## Evolución
Los restos fósiles de diprotodontos más antiguos conocidos datan del Oligoceno (hace entre 24 y 35 millones de años), aunque los marsupiales ya existiesen en estas tierras desde el Cretáceo.
De las líneas filogenéticas con especies vivas en nuestro tiempo la más antigua es la de los vombátidos, que representan una aproximación a lo que debieron ser los primeros diprotodontos, caracterizada en las especies vivas por una corta cola y el marsupio abierto caudalmente.

## Clasificación
Antes se reconocían solo dos subórdenes, ahora se reconocen tres.
- Orden Diprotodontia
  - Género Brachalletes (extinto)
  - Género Koalemas (extinto)
  - Género Sthenomerus (extinto)
  - Género Nimbadon (extinto)
  - Familia Thylacoleonidae (extinta)
  - Familia Palorchestidae (extinta)
  - Familia Wynyardiidae (extinta)
  - Suborden Vombatiformes
    - Familia Phascolarctidae
    - Familia Vombatidae
    - Familia Ilariidae (extinta)
    - Familia Diprotodontidae (extinta)

  - Suborden Phalangeriformes
    - Superfamilia Phalangeroidea
      - Familia Phalangeridae
      - Familia Burramyidae

    - Superfamilia Petauroidea
      - Familia Tarsipedidae
      - Familia Petauridae
      - Familia Pseudocheiridae
      - Familia Acrobatidae

  - Suborden Macropodiformes
    - Familia Macropodidae
    - Familia Potoroidae
    - Familia Hypsiprymnodontidae
    - Familia Ganguroo (extinta)
    - Familia Galanaria (extinta)

## Galería

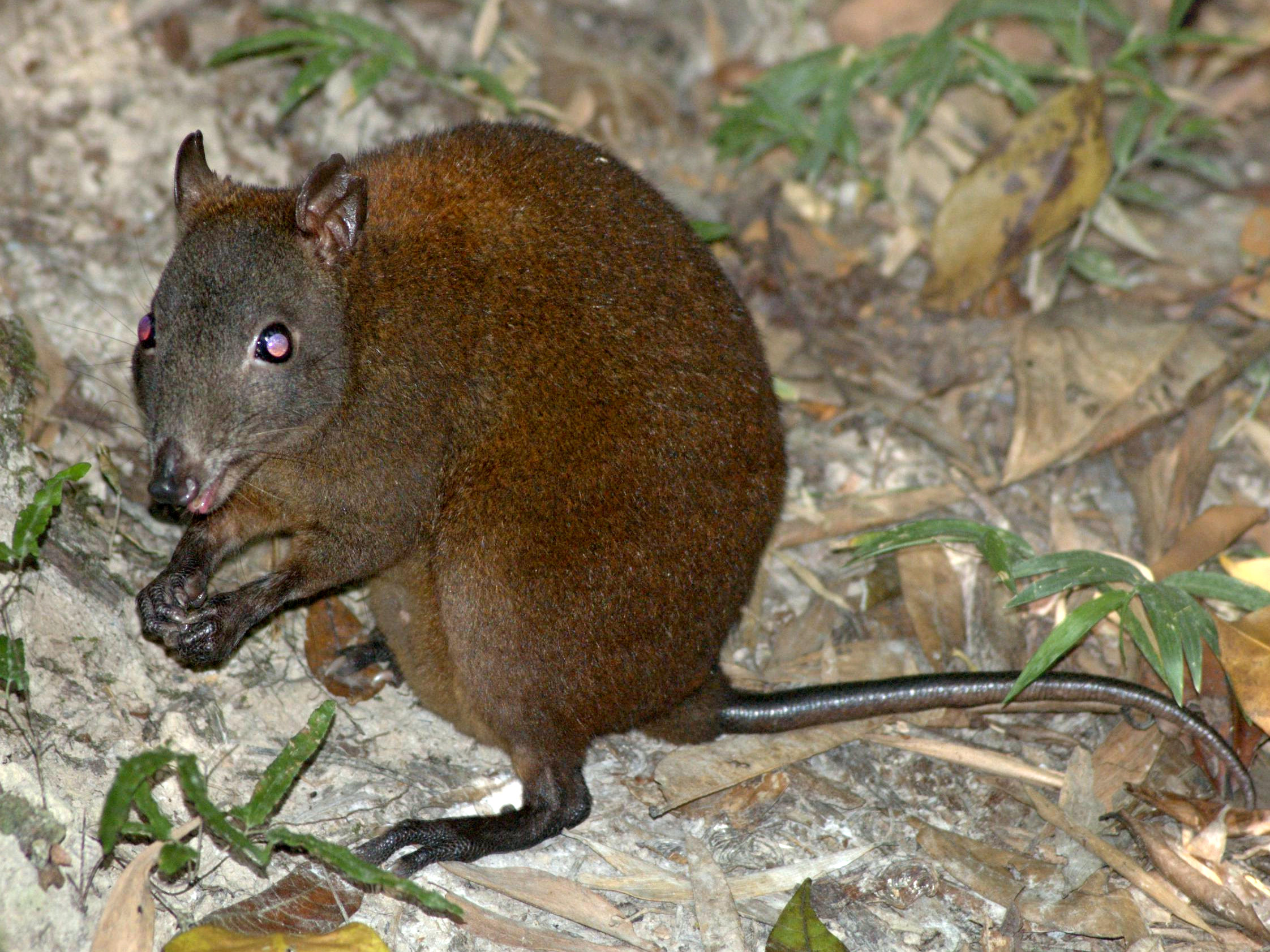
Hypsiprymnodon moschatus (Hypsiprymnodontidae)
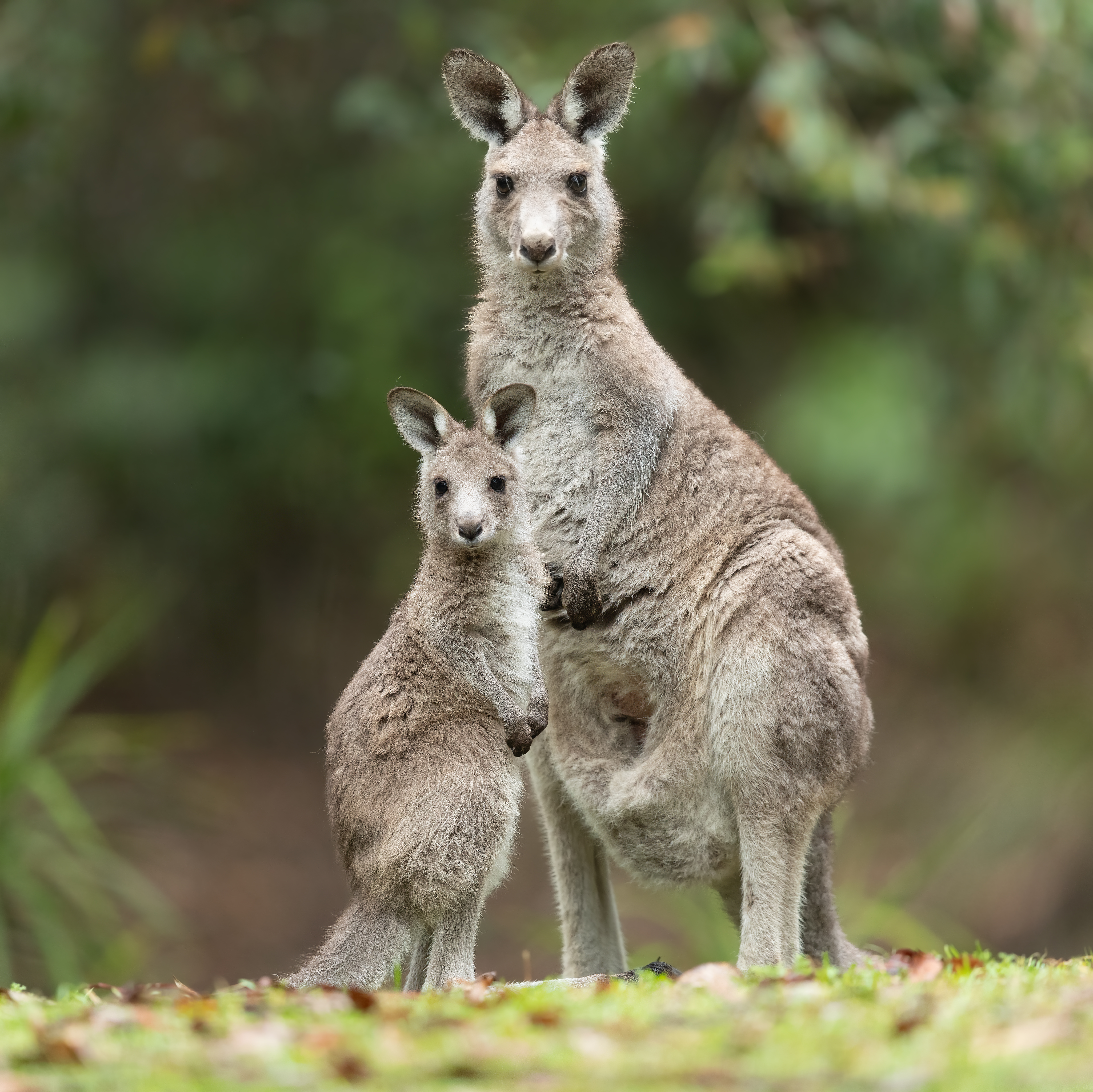
Macropus giganteus (Macropodidae)
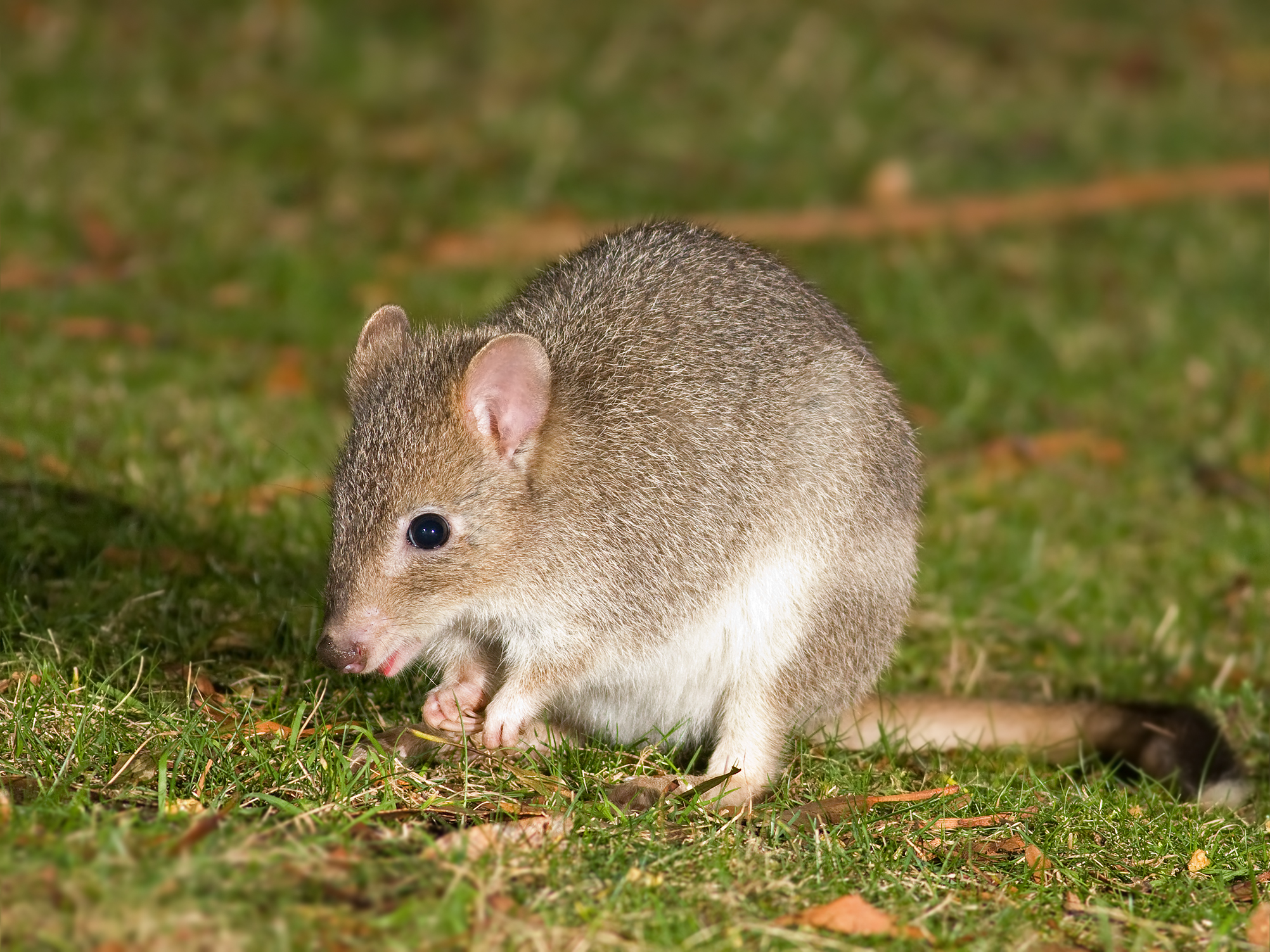
Bettongia gaimardi (Potoroidae)
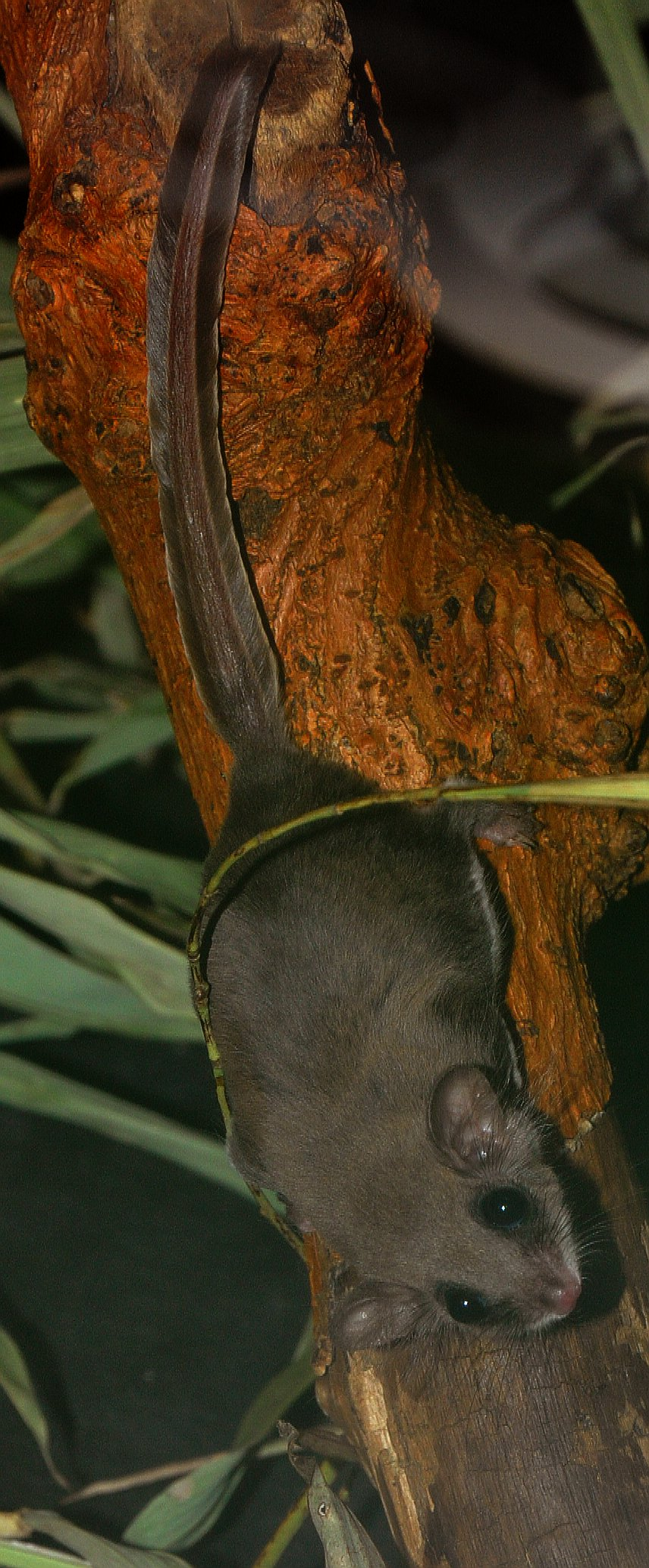
Acrobates pygmaeus (Acrobatidae)
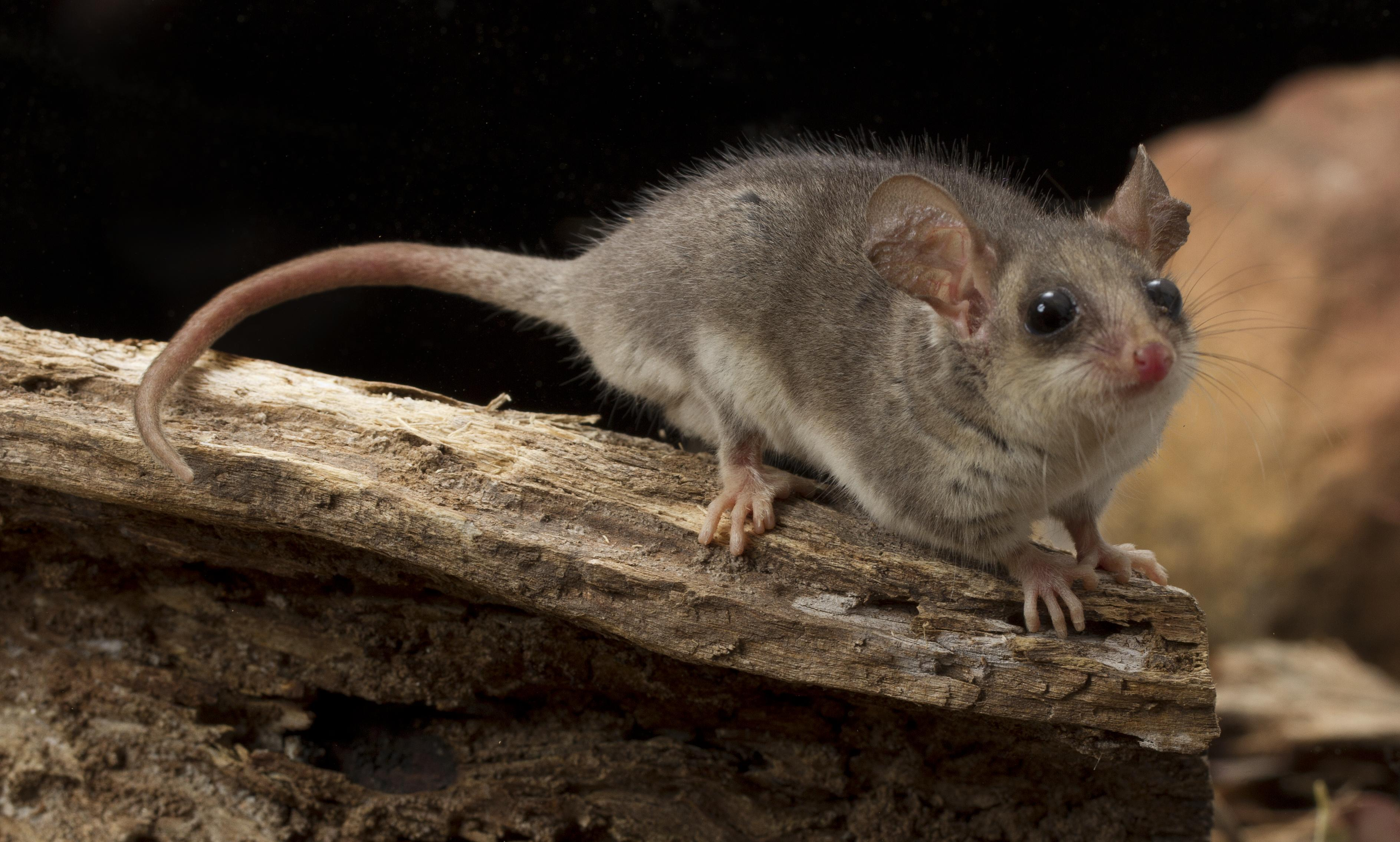
Cercartetus nanus (Burramyidae)
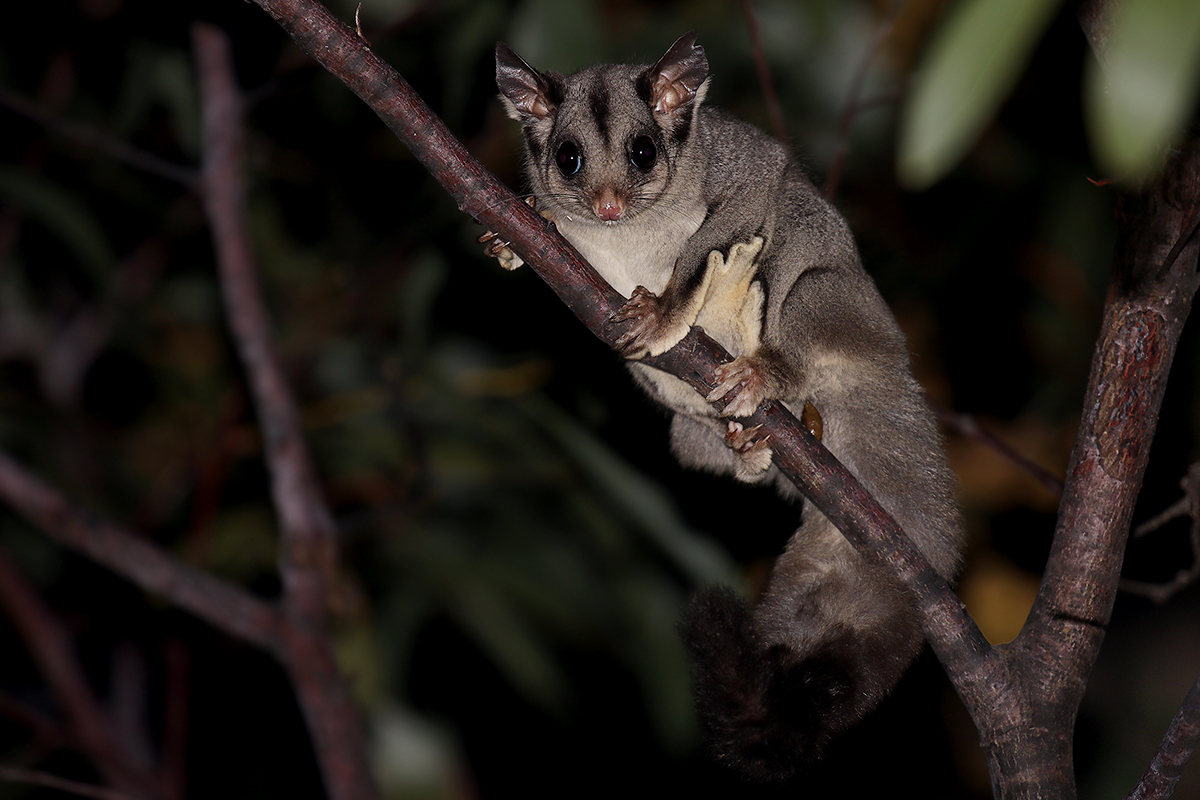
Petaurus breviceps (Petauridae)
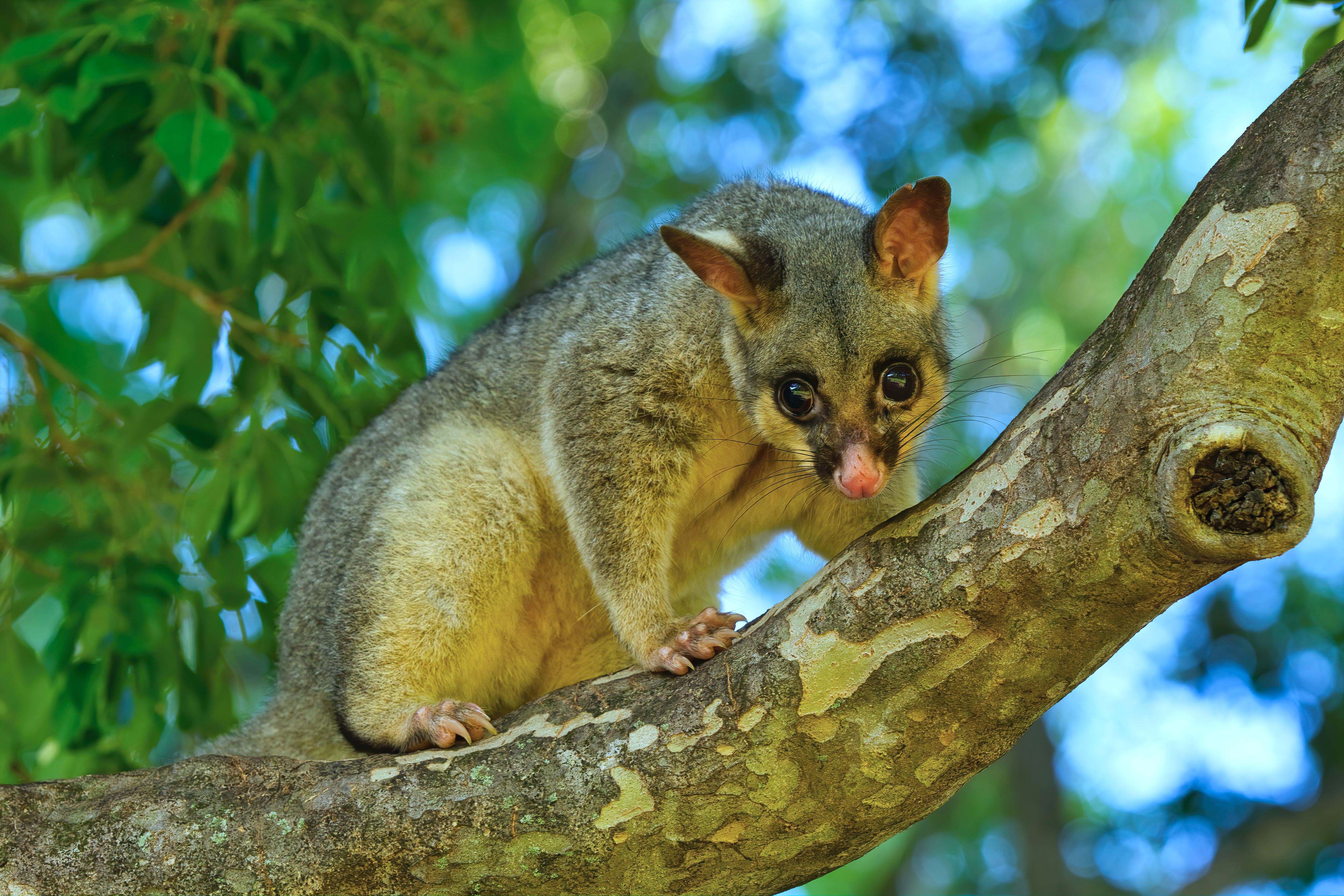
Trichosurus vulpecula (Phalangeridae)
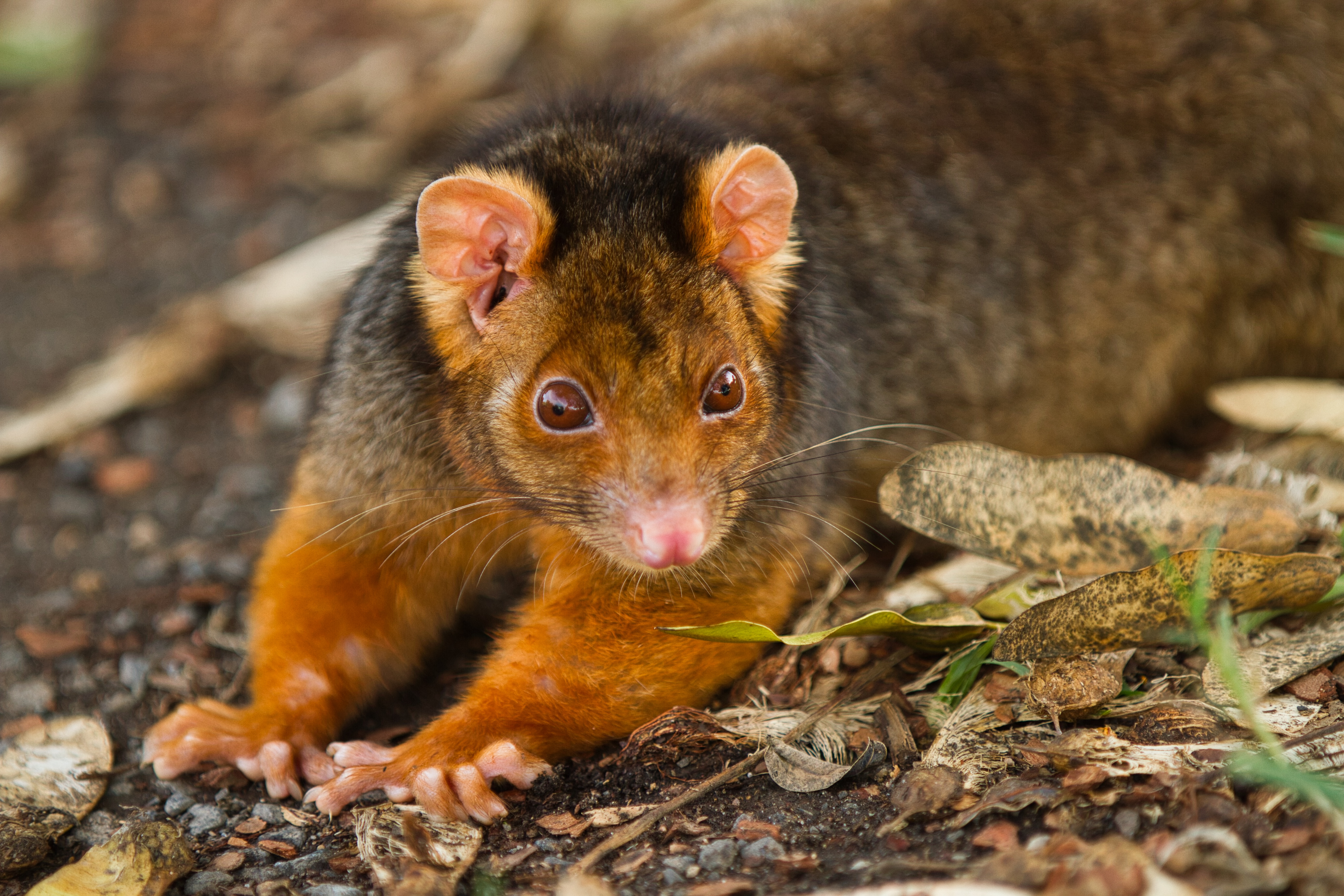
Pseudocheirus peregrinus (Pseudocheiridae)
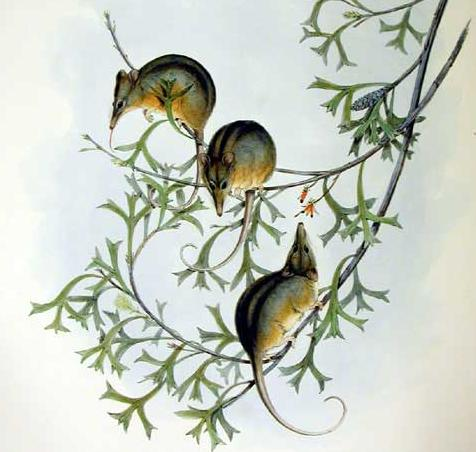
Tarsipes rostratus (Tarsipedidae)
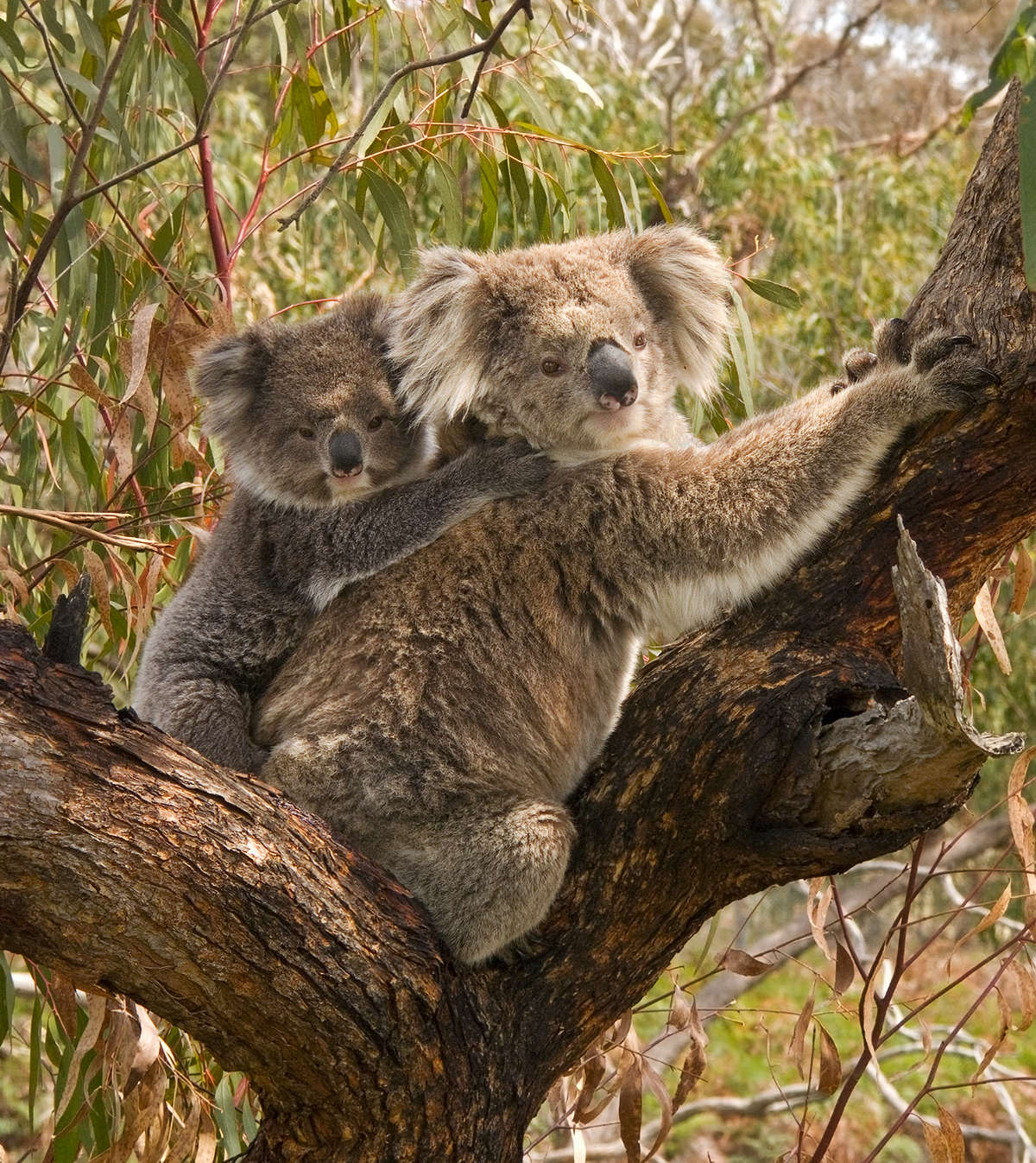
Phascolarctos cinereus (Phascolarctidae)
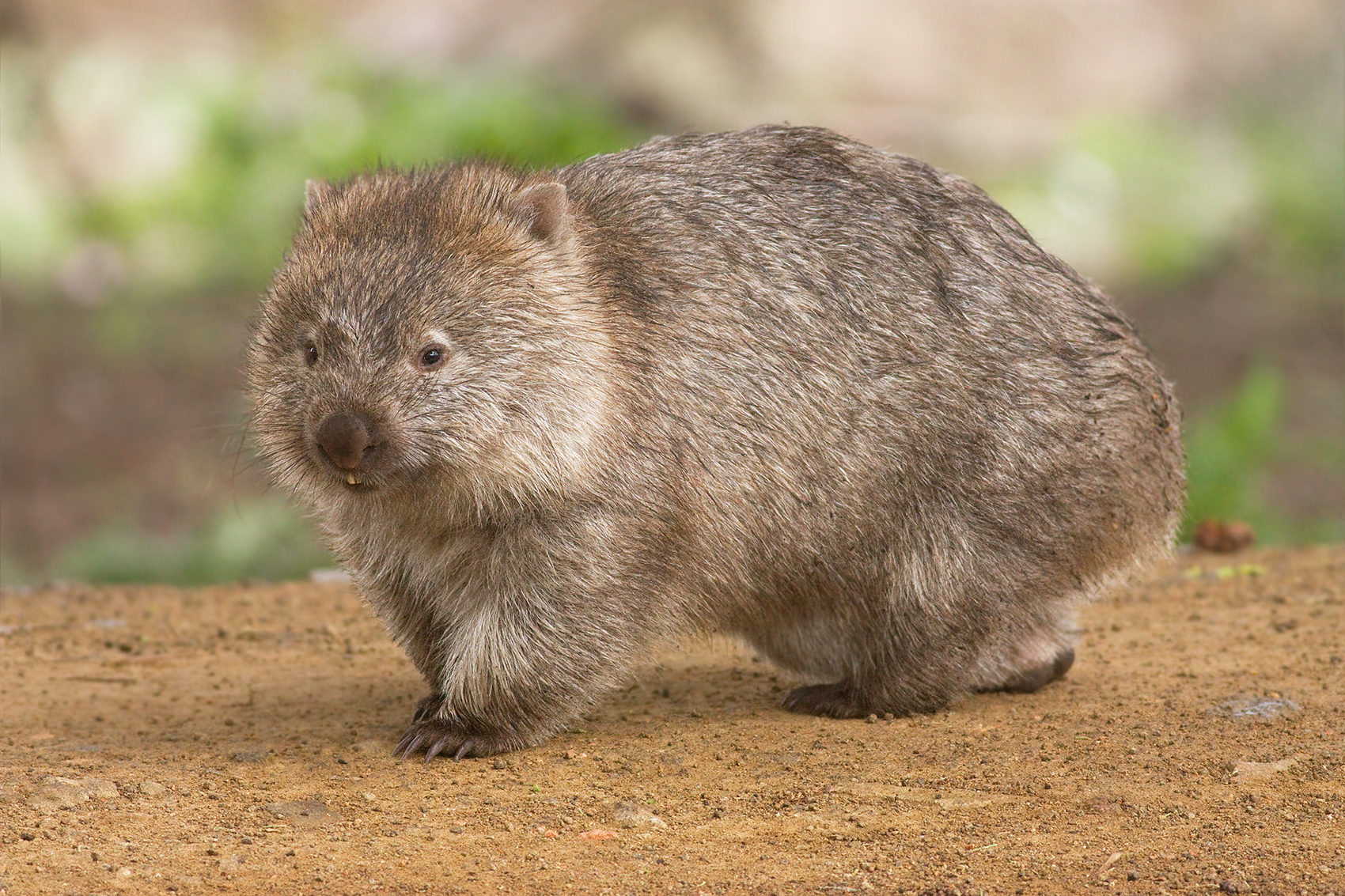
Vombatus ursinus (Vombatidae)
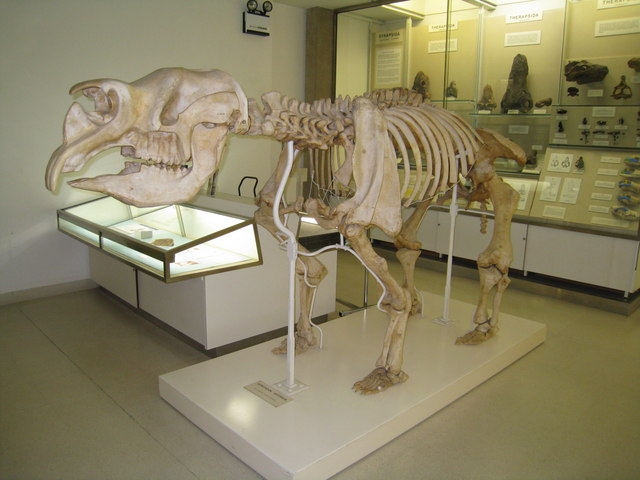
Fósil de Diprotodon australis (Diprotodontidae)